# List majestatyczny
List majestatyczny (niem. Majestätsbrief, czes. Majestát na náboženskou svobodu lub Rudolfův Majestát) – dokumenty wydane 9 lipca 1609 i 20 sierpnia 1609 przez cesarza Rudolfa II gwarantujące swobodę wyznania w Czechach i na Śląsku.
W 1575 czescy luteranie, nowoutrakwiści i bracia czescy powołali wspólne wyznanie wiary zwane czeską konfesją. Podstawą konfesji były poglądy husytów, ale uwzględniono także postulaty luteran i braci czeskich. Starano się przy tym omijać kwestie teologiczne, a skupiono się na sprawach organizacyjnych. Nowym wyznaniem miał kierować konsystorz, który miał podlegać nadzorowi stanów ziemskich za pośrednictwem wybieranych defensorów.
Pod koniec XVI w. w Czechach katolicy stanowili zaledwie 12-15% mieszkańców. Jednak w latach 1598–1599 to katolicy objęli najwyższe urzędy w państwie. Sprzyjali im królowie czeski i węgierski, a także cesarz Rudolf II. W 1604 r. ogłosił on, że katolicyzm jest jedynym dozwolonym wyznaniem na Węgrzech. Spowodowało to wybuch powstania pod wodzą siedmiogrodzkiego szlachcica Stefana Bocskaya, który wkroczył na teren Królestwa Czeskiego. Nie znalazł on tam wsparcia i został wyparty na Węgry. W 1606 r. Habsburgowie zawarli pokój z Bocskayem z powodu niebezpieczeństwa tureckiego. Nie chciał go podpisać Rudolf II i zamiast niego swój podpis złożył jego brat arcyksiążę Maciej.
Wkrótce Maciej rozpoczął starania zmierzające do detronizacji Rudolfa. W latach 1607–1608 zyskał poparcie stanów austriackich i węgierskich, a w końcu także morawskich. Wojska Macieja w kwietniu 1608 r. wkroczyły do Czech. Przywódca morawskiej opozycji Karel starszy z Žerotína wezwał stany czeskie do poparcia arcyksięcia. Czesi jednak odmówili, gdyż cesarz Rudolf II obiecał spełnić ich postulaty. W tej sytuacji Maciej zawarł z bratem pokój w pałacyku Libni koło Pragi, uzyskując władzę nad Węgrami, Morawami i ziemiami austriackimi. Rudolf zatrzymał Czechy, Dolne i Górne Łużyce oraz Śląsk. Musiał także ratyfikować umowę z Bocskayem.
Wkrótce czeska opozycja stanowa rozpoczęła rozmowy z Rudolfem II, których rezultatem było wydanie przez cesarza 9 lipca 1609 r. Listu majestatycznego. Dokument zatwierdzał konfesję czeską, pozwalał stanom obsadzać dolny konsystorz składający się z 24 seniorów, zarządzać uniwersytetem w Pradze oraz wybierać 30 defensorów. Dokument postanawiał, że nikt nie może być wbrew swojej woli zmuszany do przyjęcia jakiegokolwiek wyznania. List majestatyczny wzmacniały tzw. Dodatki zawierające postanowienia o równouprawnieniu katolików z protestantami i nadaniu uprawnień defensorom. Cesarz przysiągł również, że nie będzie konfiskował dóbr przeciwnikom politycznym. 22 lipca 1609 r. List został wpisany do ksiąg ziemskich i nabrał mocy prawnej. Obowiązywał także na terenie hrabstwa kłodzkiego i kraju loketskiego.
20 sierpnia 1609 cesarz wydał List majestatyczny dla Śląska. Na jego mocy katolicy i luteranie mogli posiadać kościoły, szkoły i swobodnie odprawiać nabożeństwa. Urząd starosty generalnego mógł być sprawowany tylko przez świeckich książąt (od 1536 pełnili go biskupi wrocławscy, którzy byli zarazem książętami nyskimi).
Po klęsce stanów czeskich w bitwie na Białej Górze cesarz Ferdynand II ogłosił 23 listopada 1620, że List majestatyczny przestał obowiązywać.